# Ema da Itália
Ema da Itália (c. 948 – depois de 987), foi rainha consorte da Frância Ocidental de 965 a 986 como esposa do rei Lotário. Seu filho, Luís V, foi o último rei carolíngio. Única filha do rei de Itália, Lotário II, e de sua esposa, Adelaide, filha de Rudolfo II da Borgonha e de Berta da Suábia e irmã do rei Conrado, o Pacífico.